# Parafia św. Wawrzyńca w Sąpolnie
Parafia Świętego Wawrzyńca w Sąpolnie – parafia rzymskokatolicka, znajdująca się w diecezji pelplińskiej, w dekanacie Borzyszkowy.